# کریم عادل عبدالفتاح
کریم عادل عبدالفتاح (عربی: كريم عادل عبد الفتاح؛ زادهٔ ۳۰ مهٔ ۱۹۸۲) یک ورزشکار اهل مصر است.
از باشگاه‌هایی که در آن بازی کرده‌است می‌توان به باشگاه فوتبال المصری اشاره کرد.